# Aniptodera intermedia
Aniptodera intermedia är en svampart som beskrevs av K.D. Hyde & Alias 1999. Aniptodera intermedia ingår i släktet Aniptodera och familjen Halosphaeriaceae.   Inga underarter finns listade i Catalogue of Life.